# Санта-Кристина-д’Аспромонте
Са́нта-Кристи́на-д’Аспромо́́нте (итал. Santa Cristina d’Aspromonte) — коммуна в Италии, расположена в области Калабрия, подчиняется административному центру Реджо-Калабрия.
Население составляет 1105 человек, плотность населения составляет 48 чел./км². Занимает площадь 23 км². Почтовый индекс — 89056. Телефонный код — 0966.
Покровителем коммуны почитается святитель Николай Мирликийский, празднование 6 декабря.